# Maria Leal da Costa

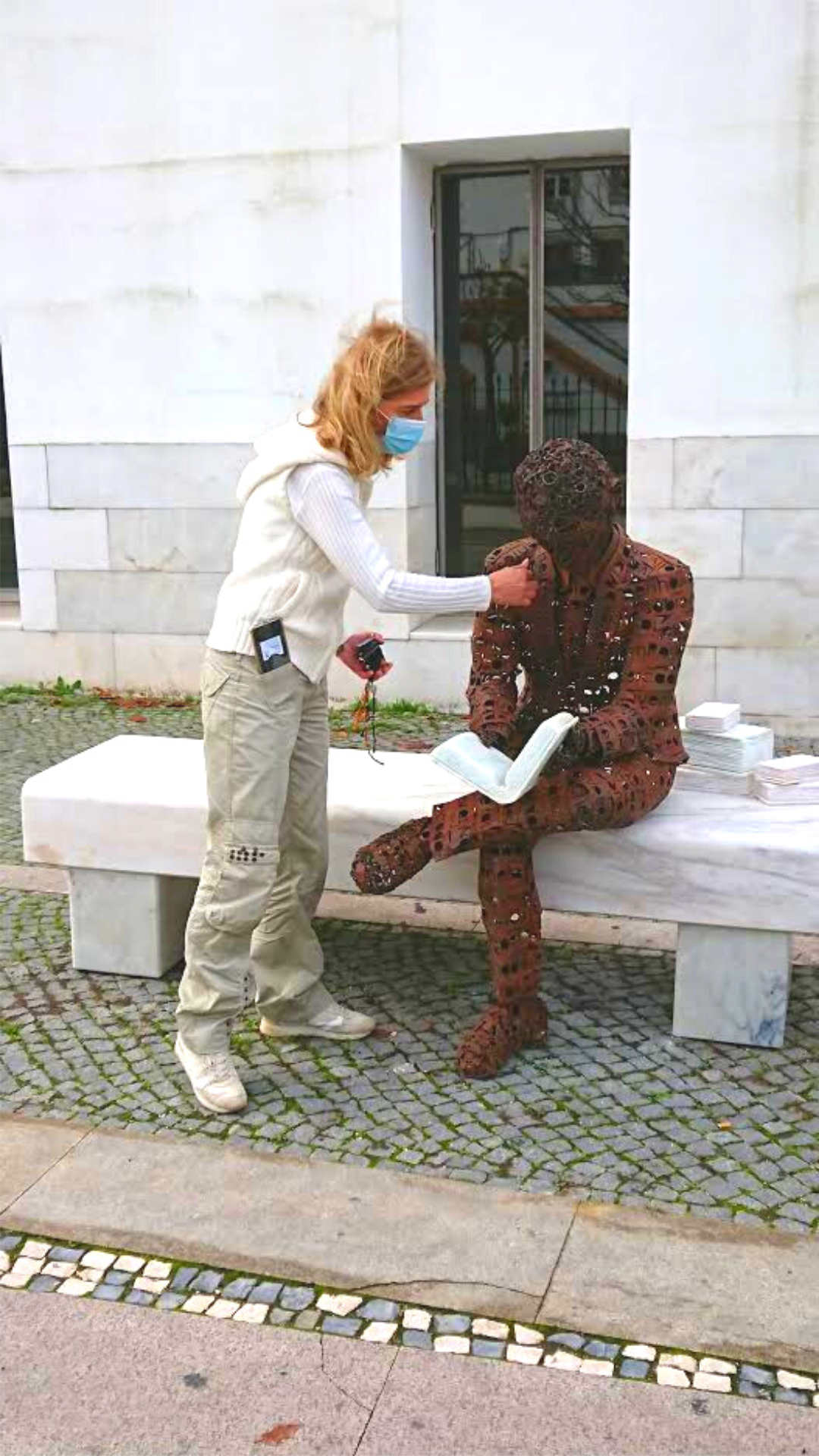
2021 - "José Régio", Portalegre

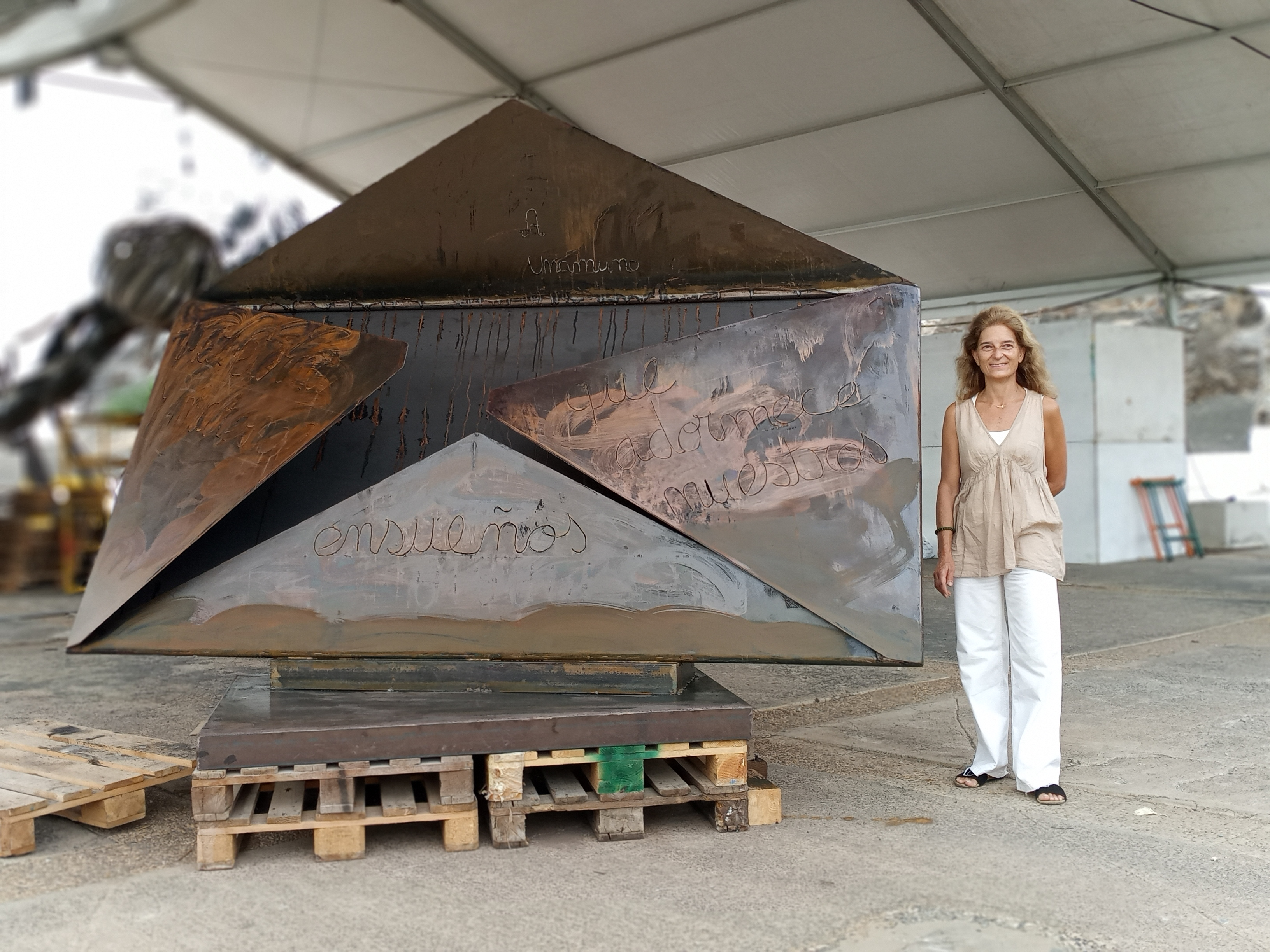
2020 - Fuerteventura, Espanha, "Sobre"

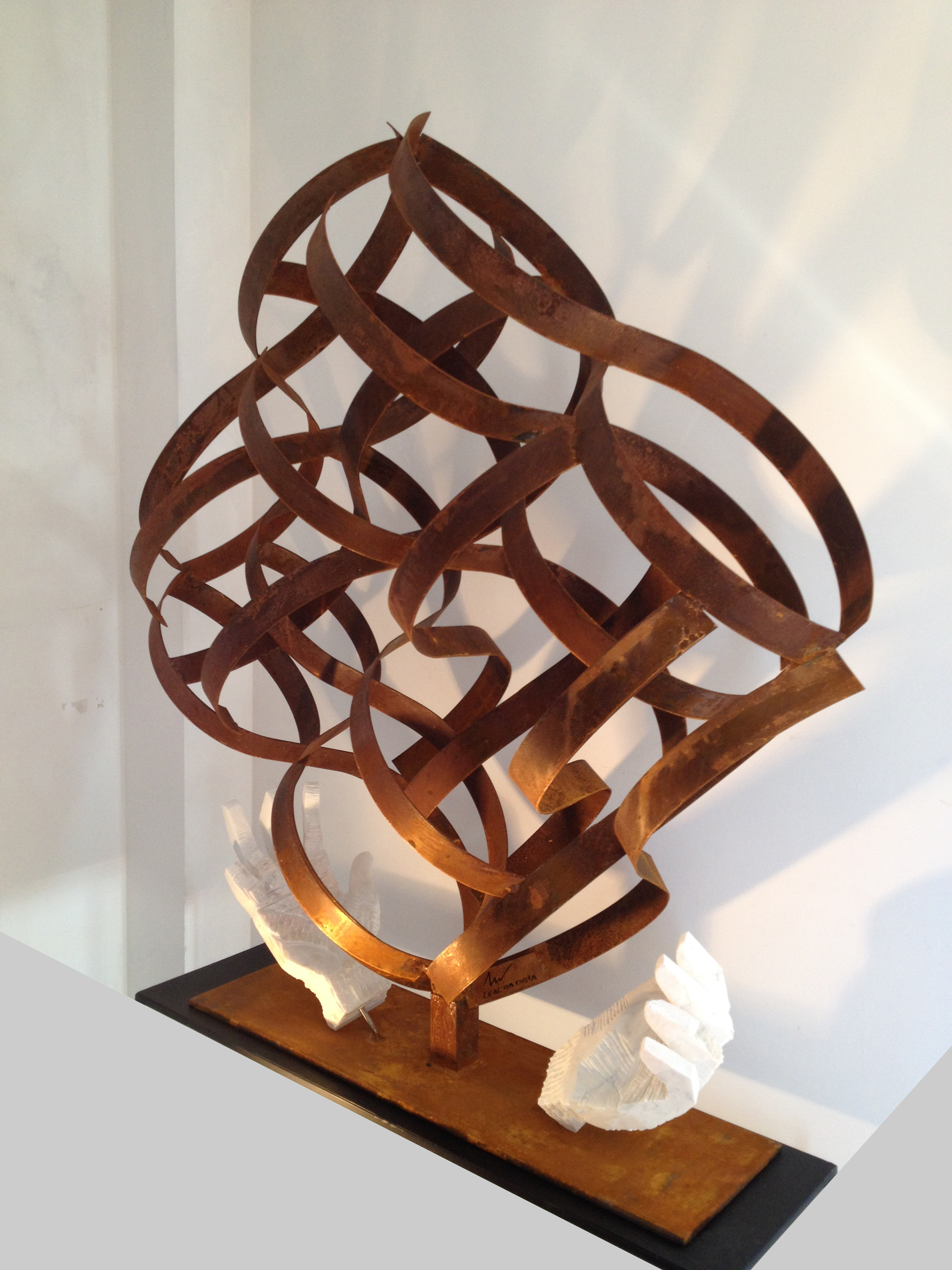
2016 - Sede da Comissão Europeia, Bruxelas, Bélgica

Maria Ana de Sousa Leal da Costa (Évora, Novembro de 1964) é uma escultora portuguesa. Filha de mãe artista e de pai arquitecto, estudou na Escola de Belas Artes de Lisboa e expõe os seus trabalhos desde 1994.
Tem atelier em Marvão, na Quinta do Barrieiro, Alentejo, Portugal, onde vive e trabalha desde 1999 e onde está a desenvolver o seu projecto, Alentejo Sculpture Park.
A sua obra encontra-se representada em Portugal e no estrangeiro, em colecções públicas e privadas, nomeadamente em museus, municípios, organismos estatais e empresas privadas, tais como o Museu da Cidade de Lisboa, Museu do Mármore de Vila Viçosa, municípios de Punta Humbria em Espanha, de Macau na China, de S. Francisco nos E.U.A, de Vilnius na Lituânia e de Lisboa, Portalegre, Marvão, Castelo de Vide, Alter do Chão, Évora em Portugal. Bancos BCP, Espírito Santo, Caja de Salamanca y Sória. Ministério da Cultura de Portugal, Instituto Politécnico de Portalegre, Epul, Colégio de Arquitectos de Badajoz, Biblioteca da Fundação Calouste Gulbenkian em Ponte Sor, Instituto Internacional de Macau, Istituto Portoghese di Sant'Antonio em Roma.[carece de fontes?]

## Biografia
Maria Leal da Costa nasceu em Évora em 1964. Fez o curso de interiores da Escola António Arroio e entre 1982 e 1986 frequentou o curso de Escultura da Escola Superior de Belas Artes de Lisboa. É membro da Sociedade Nacional de Belas Artes. Expõe os seus trabalhos desde 1994. Tem atelier na Quinta do Barrieiro, Marvão, Portugal, onde vive e trabalha desde 1999.
Em 2015 foi publicado pela editora Caminho, o livro “Maria Leal da Costa – Escultura” sobre 25 anos do seu trabalho.
Em 2016 iniciou o projecto Alentejo Sculpture Park – Maria Leal da Costa – Parque de Esculturas de Marvão, na Quinta do Barrieiro.
Em 2017 foi apresentado em antestreia o documentário sobre a sua obra, “O Gesto Escultórico", no Festival de Cinema de Marvão.

## Esculturas públicas
2021
- Memorial ao poeta José Régio, Portalegre.

2020
- “Sobre - memorial a Miguel de Unamuno”, Fuerteventura, Ilhas Canarias, Espanha;.

2019
- “Colóquio dos Simples – Homenagem a Garcia d’Orta” Jardim Castelo de Vide;
- Homenagem a “Francisco Moura”, Portalegre;
- “Francisco Moura”, Assumar.

2017
- “Inspiração”, Marvão;
- “Asas da Libertação” no Museu de Marvão, Marvão;
- “Flor de Santiago” em frente da igreja de Santiago, Marvão.

2016

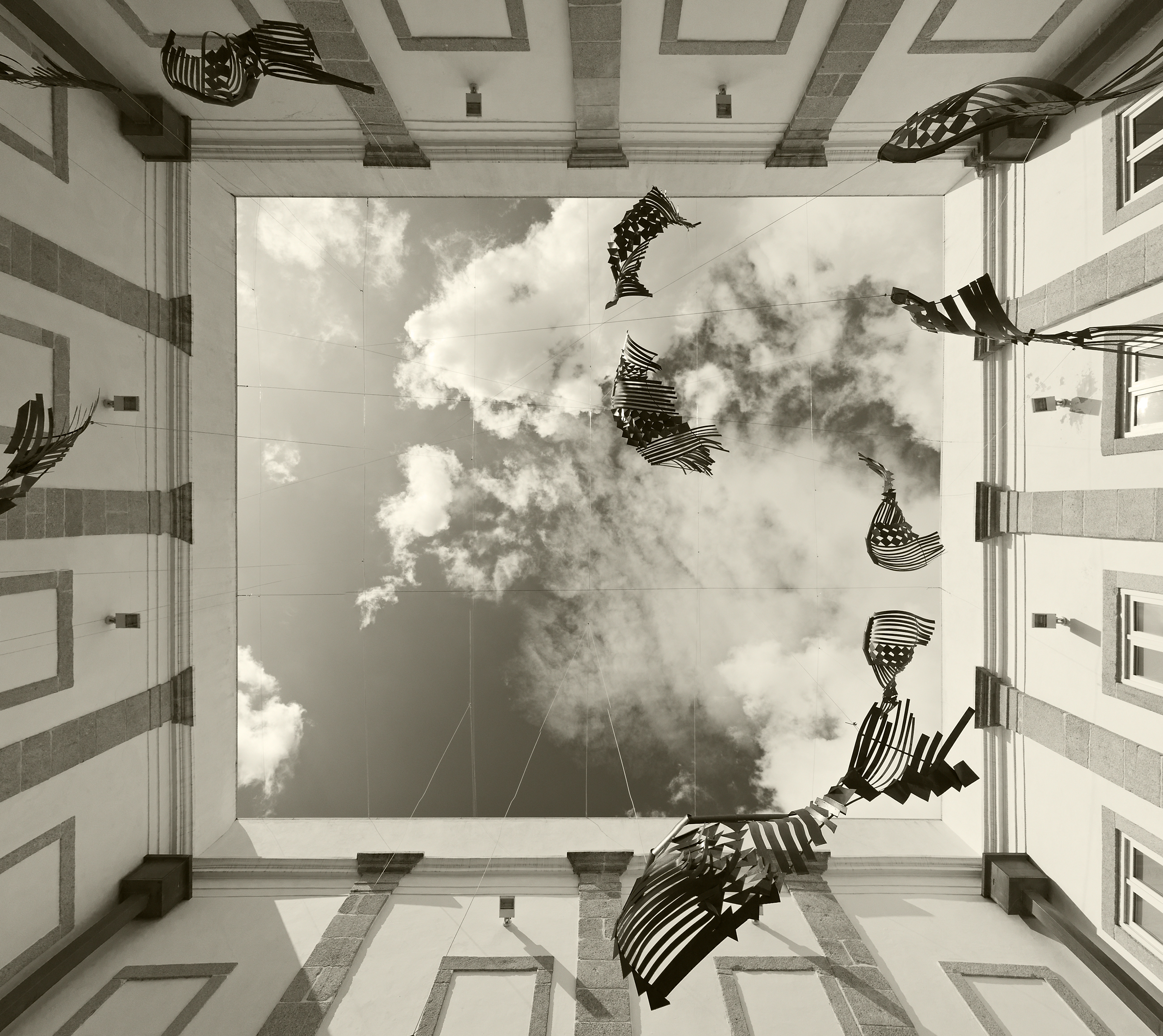
2012 - "Voar", Escultura de Maria Leal da Costa no Museu de Évora

- Esculturas públicas tácteis: “Cidade Romana da Ammaia”, colocada no respectivo museu, Ammaia.

2014
- Esculturas públicas tácteis: “Vila de Marvão”, Marvão.

### 2013

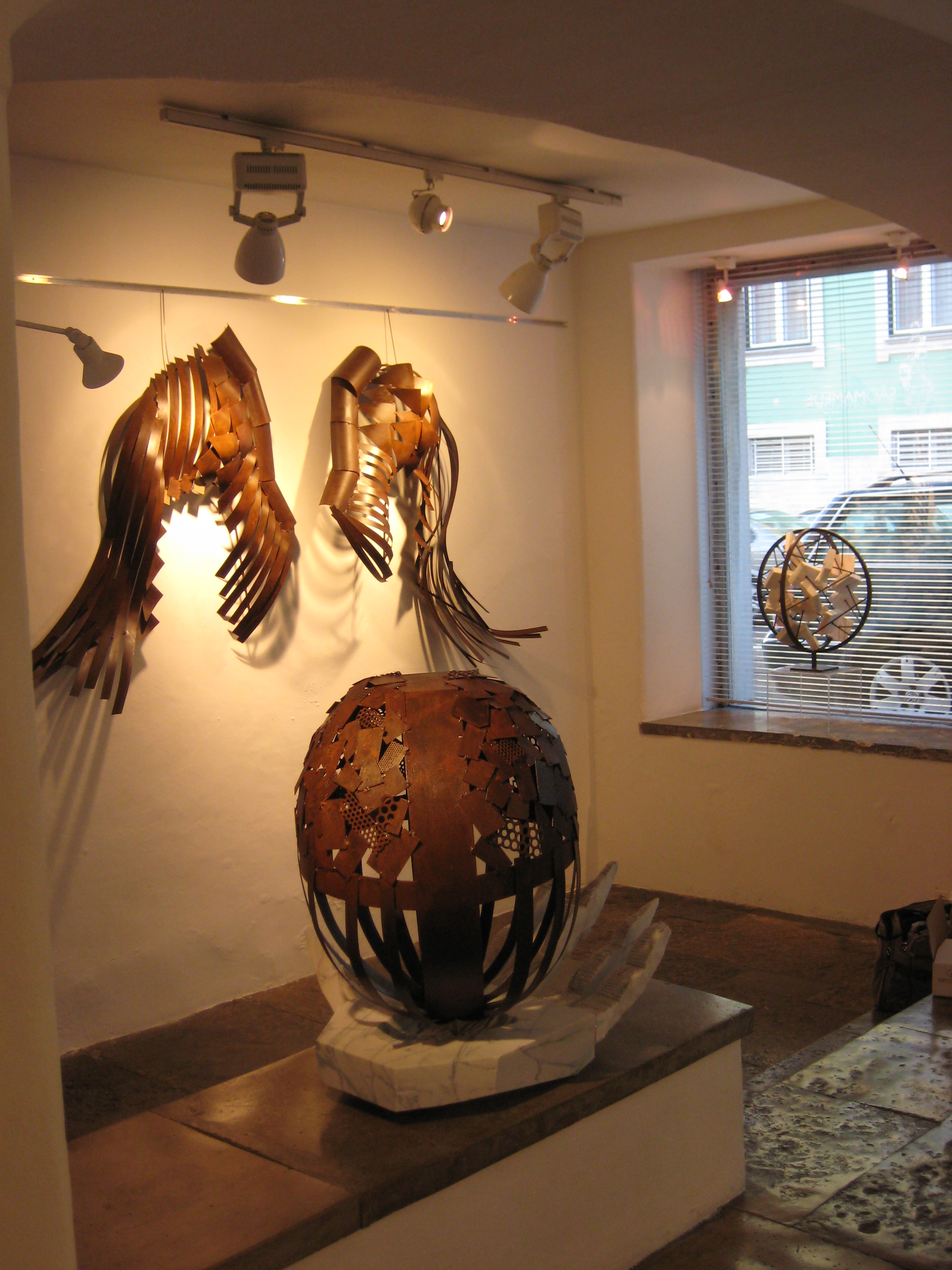
2011 - Galeria São Mamede, Lisboa Peças de Maria Leal da Costa

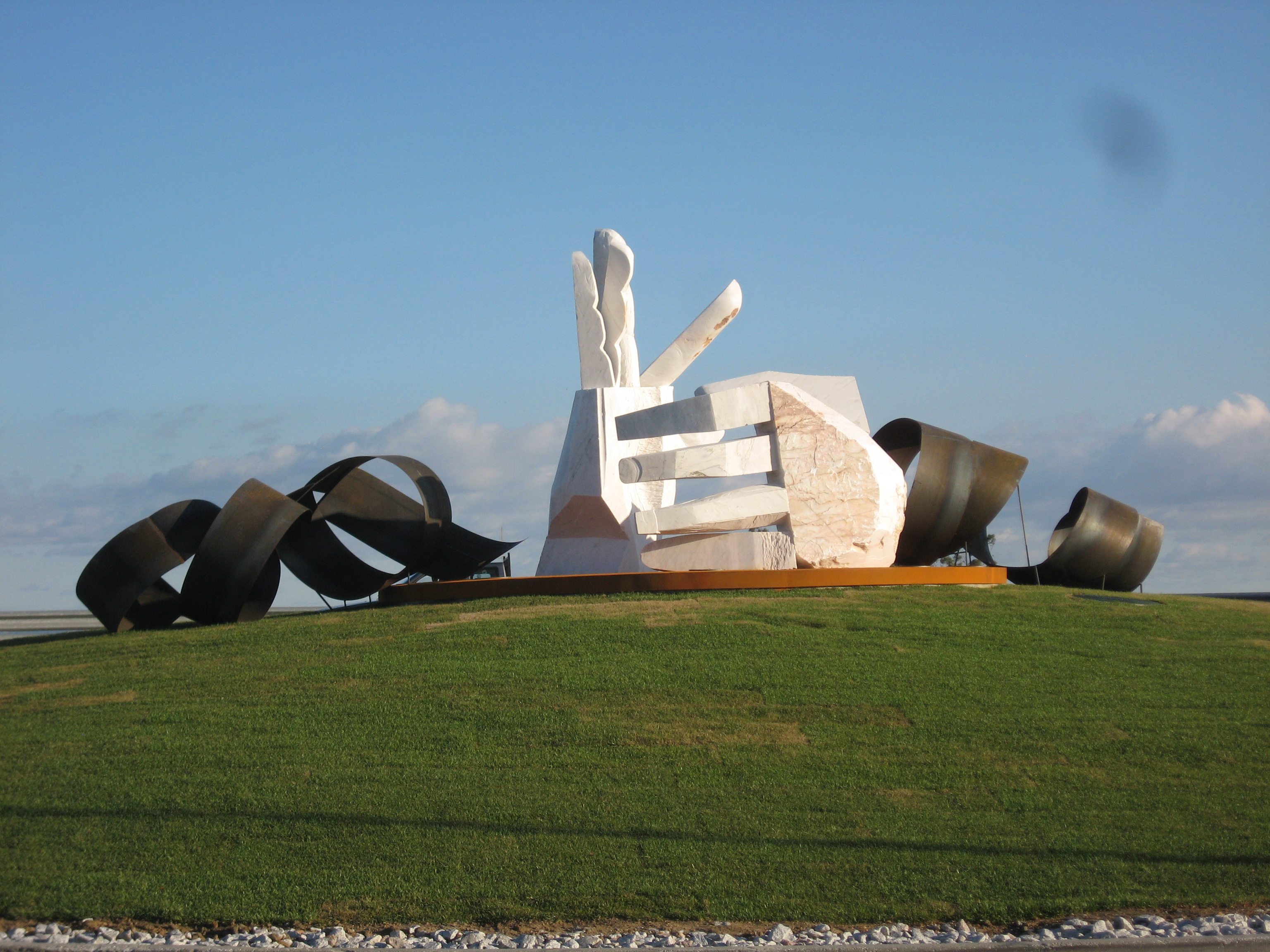
2009 - Homenagem Dadores de Sangue de Maria Leal da Costa, Évora.

- Esculturas públicas tácteis: “Centro histórico de Penafiel”, colocada frente à Câmara Municipal de Penafiel, Penafiel.

### 2011
- “Francisco Caldeira Amieiro”, Portalegre;
- “Dr. Carlos Vacas de Carvalho”, Portalegre.

### 2009

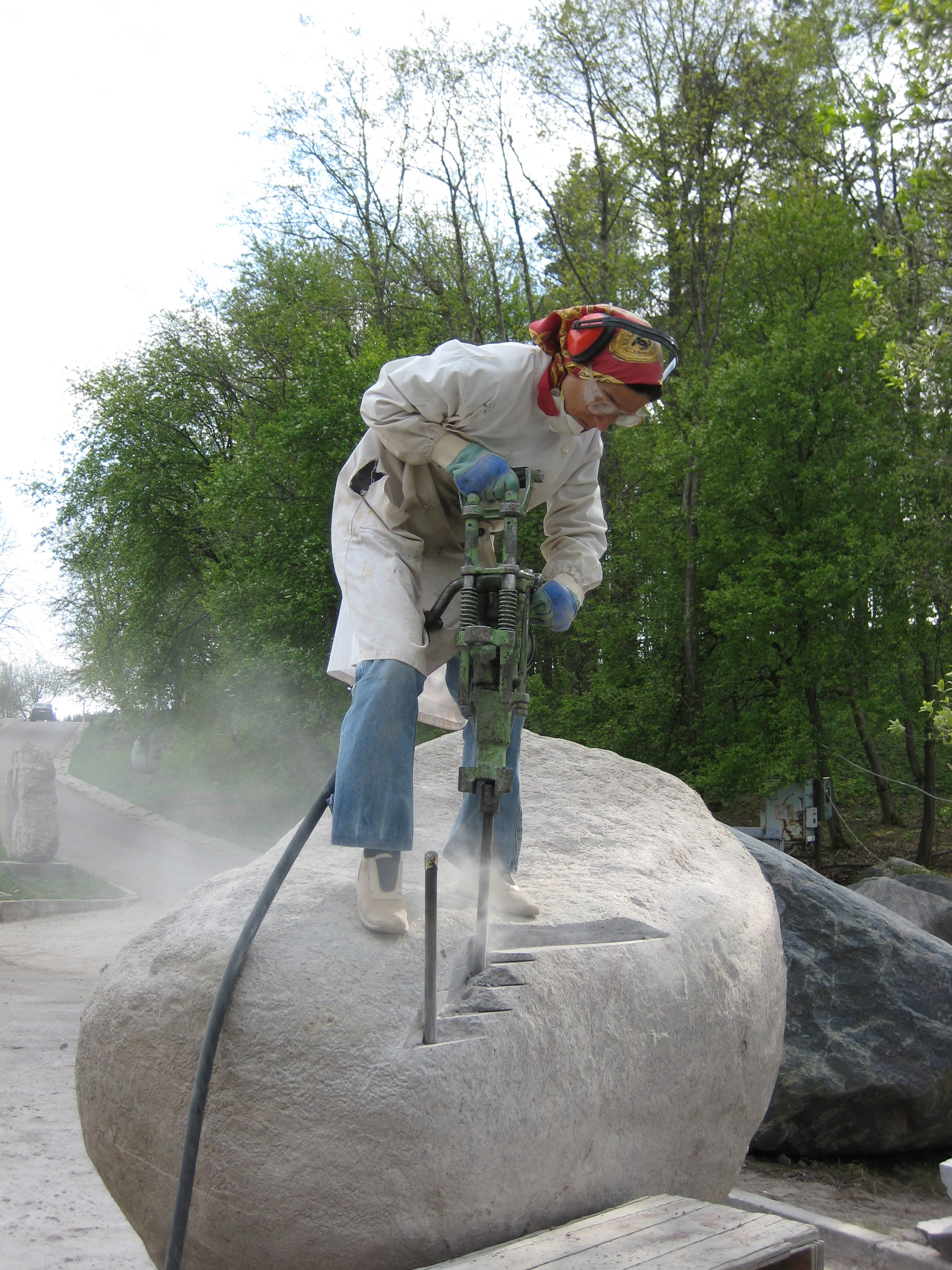
2007 - Maria Leal da Costa, a trabalhar na Lituânia.

- 2007 - Maria Leal da Costa, a trabalhar na Lituânia.“D’Amor”, rotunda da circular da cidade, Évora.

### 2007
- “1º Conde de Ervideira”, praça da Vendinha, Évora;
- "Poder do Silêncio" Lituânia.

### 2006
- “Paul Harris”, Jardim da Igreja São João de Brito, Lisboa;
- “Jogo de Memórias”, Câmara Municipal, Portalegre.

### 2005
- Escultura pública táctil: “Torre de Belém”, jardim fronteiro à torre de Belém, Lisboa;
- "Cavalo Alter Real”, Alter do Chão.

### 2004
- “Castanheiro”, rotunda da Portagem, Marvão;
- “Cavalo Lusitano”, rotunda do campo da feira, Portalegre;
- “Musa”, jardim 25 de Abril, Castelo de Vide.

### 2002
- “Cavalo Lusitano”, Portalegre

## Exposições Individuais
2022
- "Páginas de Um Tempo", Évora Hotel, Évora.

2021
- "Voo", Museu de Tiflogia de Castelo de Vide, Castelo de Vide;
- "Voo", Évora Hotel, Évora.

2020

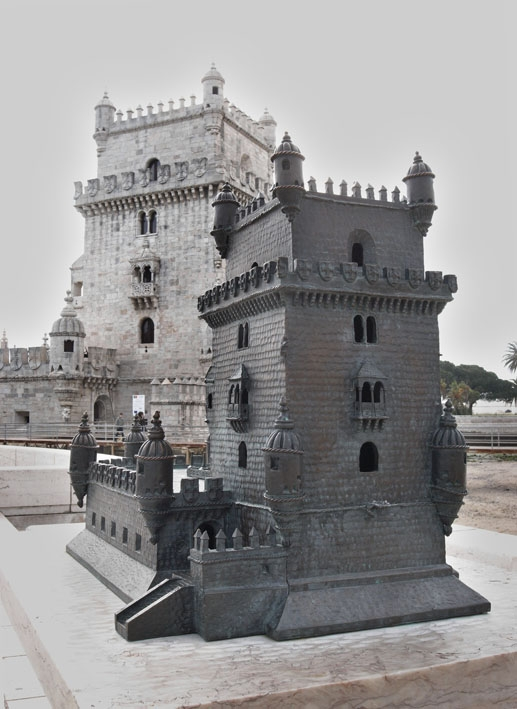
2005 - Torre de Belém, escultura táctil.

- 2005 - Torre de Belém, escultura táctil."Voo", Biblioteca de Portalegre, Portalegre.

2019
- "Corpo de Ave", Centro Cultural de Monforte, Monforte;
- "Mãos que Falam", Centro Cultural de Monsaraz, Monsaraz.

2017
- "Mãos que Falam", Fundação D.Luís, Centro cultural de Cascais, Cascais;
- "Abre as Asas e Voa", Évora Hotel, Évora;

### 2015
- “Leituras líticas”, galeria de exposições da Embaixada do Brasil, Bruxelas, Bélgica [];
- “Pontos de Partida” Vila e Castelo de Marvão;
- "Livro", Instituto Politécnico de Portalegre, Portalegre

### 2014
- Exposição land art: “A vida tranquila, o verde da serra, o brilho do luar”, Jardim do Tarro, Portalegre;
- “A essência das coisas - esculturas habitáveis”, Castelo de Portalegre;
- “Pontos de Partida” Vila e Castelo de Marvão;
- Certame Art Shopping, Caroussel du Louvre, Paris.

### 2013

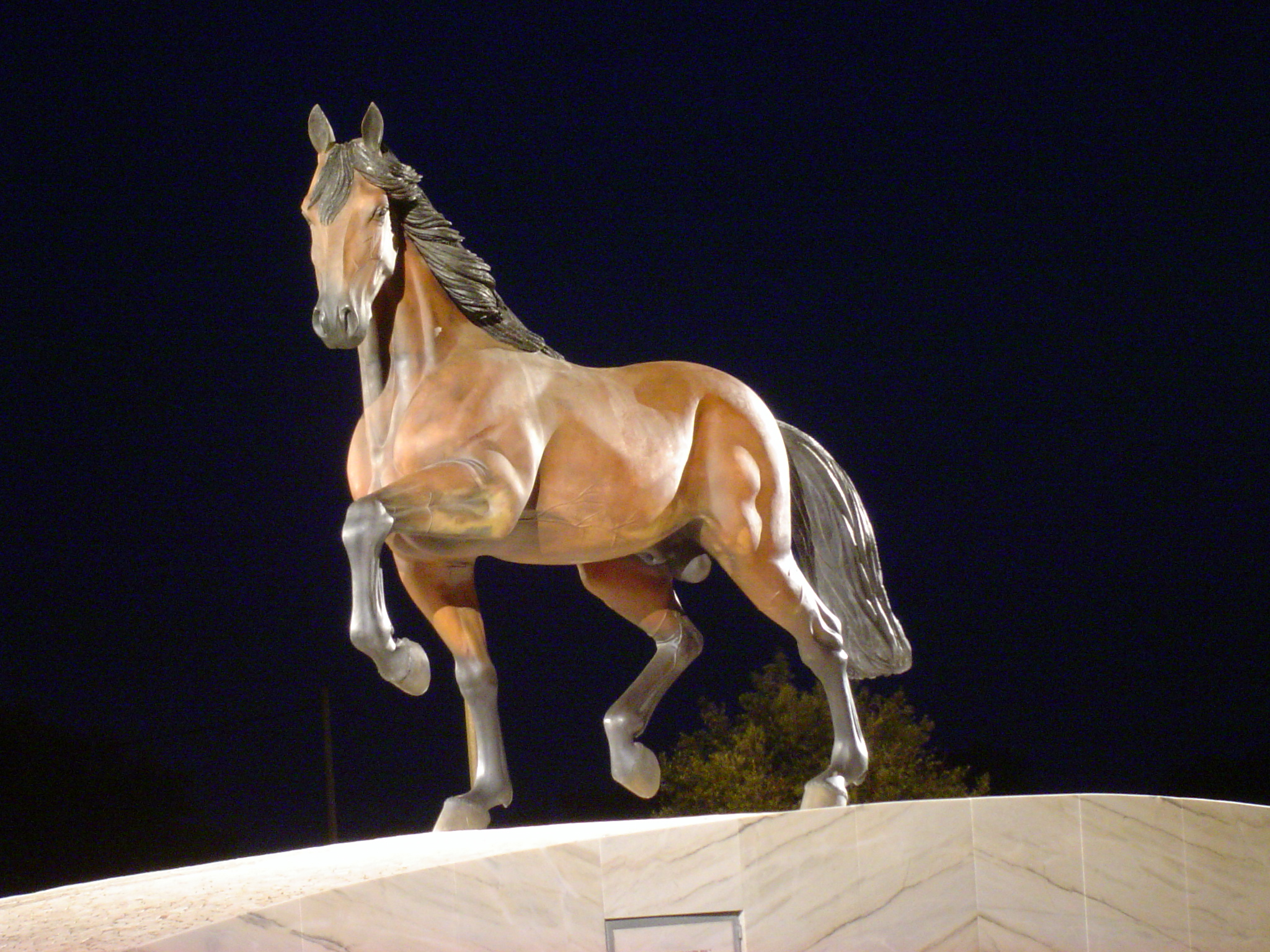
2005 - Cavalo de Bronze de Maria Leal da Costa, Alter do Chão.

- 2005 - Cavalo de Bronze de Maria Leal da Costa, Alter do Chão.“Debaixo destas asas me aconchego”, Galeria Albergue SCM, Macau, China;
- Exposição land art: “A vida tranquila, o verde da serra, o brilho do luar”, Jardim do Tarro, Portalegre.

### 2012
- “Voar”, Museu Municipal, Évora;
- “Un dialogo famigliare”, Instituto Portoghese di Sant´Antonio, Roma, Itália;
- “Flor da realeza”, Galeria Municipal, Odivelas;
- “A beleza no silêncio de um olhar”, Galeria Municipal, Oleiros.

### 2011
- “Instalação Voar”, Museu Municipal, Évora;2022 - Évora Hotel

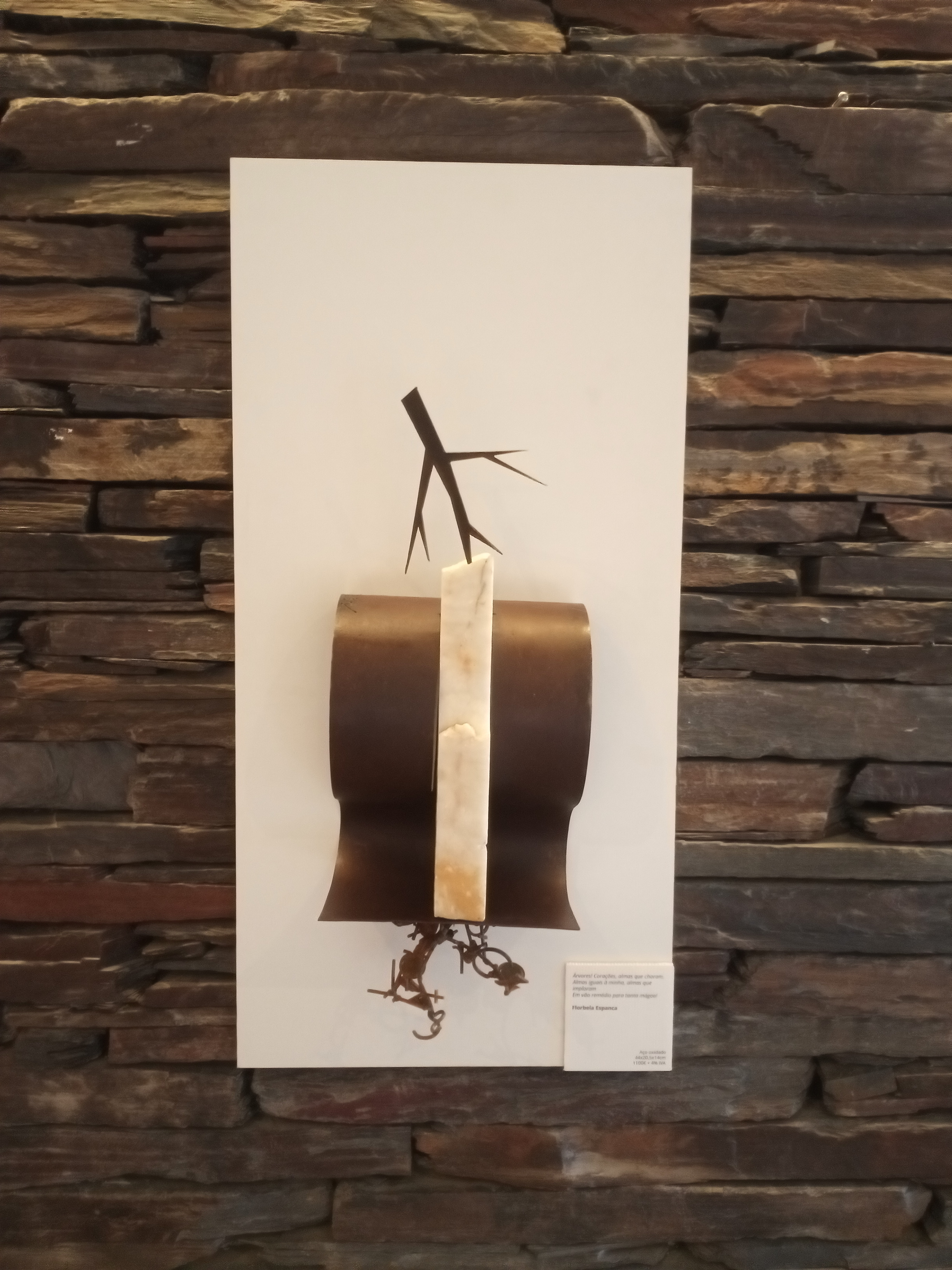
2022 - Évora Hotel

- “As quatro partes das esferas”, Galeria de São Mamede, Lisboa;
- “O contorno elementar”, Convento de São Paulo da Serra d’Ossa, Redondo;
- “Ikebana”, Galeria Municipal, Barcelos.

### 2010
- “Voar”, nas cidades de Riga, Ventspils e Jurmala, Letónia;
- “Ritmanálise”, Câmara Municipal, Porto;
- “Velas são asas que apontam para o céu”, Galeria Municipal, Vila Franca de Xira.

### 2009
- Na Lituânia integrou o programa de “Vilnius Capital Europeia da Cultura”, a convite da Galeria Meno Nisa, com a exposição “Voar”, nas cidades de Vilnius, Kaunas e Klaipeda.

### 2008
- “Fernão Mendes Pinto”, Matosinhos;
- “Pedro e Inês”, Castelo de Alter do Chão;
- Homenagem ao pintor Charrua, Lisboa, Galeria das tapeçarias de Portalegre;
- Assembleia da República Portuguesa, Lisboa.

### 2007
- “Enlaces”, Espanha, Sevilha e Bélgica, Bruxelas, integrada na Presidência Portuguesa da União Europeia, e apoiada pela Fundação Luso-Espanhola.

### 2006
- “Primavera”, Livraria Orfeu, Bruxelas, Bélgica;
- Bénicia, Gina Sequeira Gallery, Califórnia, Estados Unidos da América;
- Galeria Belmonte20, Porto;
- “Vibrações”, Óbidos;
- ViniPortugal, Lisboa.

### 2004
- Centro das Comunidades Portuguesas, Lisboa;
- “Alcultur”, Convento de Sta. Clara, Portalegre;

2003
- Casa de Cultura, Chiclana, Espanha;

- Colegio dos Arquitectos, Badajoz, Espanha;
- Convento de Sta Clara, Portalegre;
- Museu das Tapeçarias, Portalegre.

### 2002
- Alter do Chão, Galeria da Coudelaria Alter Real;
- Évora, Galeria do Instituto Português do Património Cultural;
- Galeria da F.T.E., Ponta Delgada, Açores.

### 2001
- “Chegar”, Instituto Internacional de Macau, integrada no 1º Encontro das Comunidades Macaenses, Macau, China;
- “Chegar”, Villar del Rey, Espanha;
- “Chegar”, Igreja do Hospital de Sta. Marta, Lisboa;
- “Chegar”, Pousada dos Lóios, Évora;
- “Chegar”, Simpósio realizado pela Câmara Municipal de Vila Viçosa.

### 1995 a 2000
- Monsaraz, Igreja de Santiago;
- Estados Unidos da América, Califórnia;
- Ponte de Sor, Galeria Municipal;
- Lisboa Pomar dos Artistas;
- Portalegre Galeria Álamo.

## Exposições coletivas
2022
- Exposições coletivas: “Cor Lusofonia – We just love it”, galeria Amagao Gallery, Macau.

2020
- “Axis-mundi”, Galeria Fundação La Caixa Badajoz, Badajoz, Espanha.

2019
- “Entre Diálogos - Garcia de Orta”, Fundação Nossa Senhora da Esperança, Castelo de Vide.

2018
- “We Are Here! – Estamos aqui!”, O Centro de Arte e Cultura da Fundação Eugénio de Almeida, Évora;
- “Naturalm(i)ente”, museu de Olivença, Olivença, Espanha.

2017
- “Fare I Portoghesi a Roma”, Instituto Portoghese di Sant´Antonio, Roma, Itália;
- “Três Olhares Diferentes”, Museu de Tapeçarias de Portalegre, Portalegre;

2016
- "Artistas del Casco Antiguo”, Diputacion de Badajoz, Badajoz, Espanha;
- “Três Artistas, Três Visões, Três Portugueses”, museu de Olivença, Olivença, Espanha;
- Galeria TAG, Bruxelas, Bélgica;
- “O Mar e Motivos Marítimos”, museu da Marinha, Lisboa;
- “Escultura Ar Livre” Galeria Municipal Artur Bual, Amadora.

### 2015
- TAG bxl, Bruxelas, Bélgica;
- Galeria de Arte do Ayuntamiento de Badajoz, Badajoz, Espanha;
- "Pintar Para Lá do Risco", Galeria de São Mamede, Lisboa.

### 2014
- “5ª Essência - exposição internacional de arte contemporânea”, Claustro D. João I do Mosteiro da Batalha, Batalha;
- Galeria 55, Santarém.

### 2013
- “Portas Abertas”, Fundação Eugénio de Almeida, Évora.
- Private Gallery, Algarve;
- Fundação Nossa Senhora da Esperança, Castelo de Vide;
- Galeria Solar de Sto. António, Porto;
- Galeria 55, Santarém.

### 2012
- Galeria Debut Contemporary Art, Londres, Inglaterra.
- Centro Cultural de São Lourenço, Almansil;
- Galeria 55, Santarém.

### 2011
- “Arte Pintada a Letras”, Museu Municipal, Espinho.

### 2009
- “Escultura Livre”, Amadora;
- “D. Afonso Henriques - Comemoração dos 900 anos do seu nascimento”, Porto, Galeria Vieira Portuense, Porto.

### 2008
- Igreja de S. Vicente, Évora;
- Museu Camiliano, Famalicão;
- Galeria Hibiscus, Lisboa;
- “Escultura Livre”, Loures.

### 2007
- Encontro Arte na Leira, Caminha;
- “Escultura Livre”, Famalicão;
- Galeria de São Mamede, Lisboa e Porto.

### 2006
- Encontro Arte na Leira, Caminha;
- Galeria de São Mamede, Lisboa;
- Galeria Municipal, Marvão.

### 2005
- Galeria Magia Imagem, Lisboa;
- Castelo da Foz, Porto.

### 2004
- Palácio da Independência, Lisboa.

### 2003
- Galeria Magia Imagem, Lisboa.

### 2002
- Galeria Alma Lusa, Lisboa;
- Museu do Mármore, Vila Viçosa.

### 1995 a 2000
- Palácio da Independência, Lisboa;
- Convento de São Francisco, Portalegre.

## Prémios e Reconhecimento do Público
2017
- Medalha de mérito municipal de Marvão.

2016
- Convidada a colocar uma escultura no edifício sede da Comissão Europeia em Bruxelas;
- Lançamento do livro “Maria Leal da Costa – Escultura” na Embaixada de Portugal em Bruxelas.

2015
- Publicação da apresentação da escultura “D’Amor”, no “Guia de Escultura Pública da Cidade de Évora”,     pelo Grupo Pró-Évora;
- Nomeada para o prémio - LUX Artes Plásticas 2014.

2014
- Primeiro prémio do Salão Anual da Sociedade Nacional de Belas-Artes (SNBA) pela obra "Correntes de     Água" #[[1]].

2013
- Galardão “Reconhecimento de Carreira/Artes Plásticas”, gala Mais Alentejo.

2011
- Publicação do livro “VOAR, poems and pictures resting on the sculptures of Maria Leal da Costa”.

2008
- Foi-lhe atribuído o galardão “Mais Artes” na gala Mais Alentejo.

2007
- Representante de Portugal no Stone Sculpture Symposium Vilnoja 2007, Lituânia, tendo a organização     adquirido a obra “O Poder do Silêncio”.

2006
- “Abanico”, escultura selecionada para VIII Certame de Artes Plásticas Sala el Brocense da Diputación de Cáceres, Espanha.

2004
- Espanha, 1º Lugar no XI Premio Ibérico de Escultura Cidade de Punta Umbría;
- Espanha, selecionada para o Concurso Internacional de Escultura da Casa da Cultura de Villafranca de     los Barros;
- Espanha, Salinas, selecionada para a III Bienal Internacional de Arte de la Mar;
- Galiza, Vigo, menção honrosa, II Concurso de Artes Plásticas Conxemar.

2003
- 1º Lugar no concurso público para a concepção e execução do monumento alusivo ao Cavalo Alter Real em     Alter do Chão;
- Espanha, selecionada para o X Prémio Ibérico de Escultura na Ciudad de Punta Umbría, Espanha.

2002
- Participou no simpósio e workshop realizado pela Câmara Municipal de Vila Viçosa.

## Esculturas personalizadas
2020
- Prémio “Periferias”, Festival de Cinema de Marvão, Marvão.

2019
- Prémio “Periferias”, Festival de Cinema de Marvão, Marvão.

2018
- Prémio “Periferias”, Festival de Cinema de Marvão, Marvão.

### 2012
- Prémio COTEC, Associação Empresarial para a Inovação;
- “Justiça”, prémio Iustitia, Sociedade de Advogados Silva e Sousa & Associados.

### 2010
- “Justiça”, prémio Iustitia, Sociedade de Advogados Silva e Sousa & Associados.

### 2009
- “Justiça”, prémio Iustitia, Sociedade de Advogados Silva e Sousa & Associados.

### 2008
- “Justiça”, prémio Iustitia, Sociedade de Advogados Silva e Sousa & Associados;
- “Família”, escultura para a UNICEF.